# Stack (Poker)

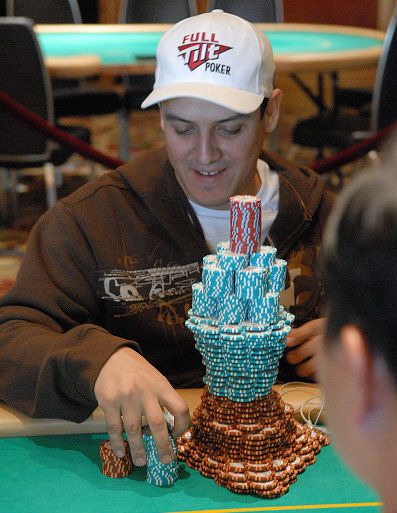
Der Stack von Carlos Mortensen bei der World Poker Tour 2007

Als Stack ([stæk]; deutsch „Stapel“) wird beim Kartenspiel Poker die Summe der Werte der Chips oder Jetons eines Spielers bezeichnet.
Im Turnier darf von einem Spieler jederzeit die Frage nach der Größe des Stacks seines Gegenspielers gestellt werden; diese muss wahrheitsgemäß beantwortet werden. Im Zweifel zählt der Dealer die Chips.
Spieler, die am wenigsten Chips (Summe der Chipwerte) haben, werden als Shortstacks oder Smallstacks bezeichnet; im Gegensatz zu den Bigstacks (die Spieler mit vielen Chips) oder dem Chipleader, dem Spieler mit den meisten Chips.
Hat ein Spieler keine Chips mehr, so ist er aus dem laufenden Turnier ausgeschieden. Bei einigen Pokerturnieren ist es auch möglich, ein sogenanntes Rebuy zu tätigen und Chips erneut zu kaufen. Bei Spielen ohne Turniercharakter (Cash Games) ist dies immer möglich.
Ein Stapel von zwanzig Jetons derselben Nominale wird ebenfalls als Stack bezeichnet, fünf Stacks (also 100 Jetons) sind ein Rack.